# Jack McDuff
„Brother“ Jack McDuff (eigentlich Eugene McDuffy, * 17. September 1926 in Champaign, Illinois; † 23. Januar 2001 in Minneapolis, Minnesota) war ein US-amerikanischer Jazz-Organist und Bandleader.

## Leben und Wirken
McDuff begann seine Karriere als Bassist unter Denny Zeitlin und Joe Farrell. Er studierte dann privat in Cincinnati und arbeitete mit Johnny Griffin in Chicago. Mitte der 1950er Jahre erlernte er autodidaktisch das Orgel- und Klavierspiel und spielte Soul-Jazz-Aufnahmen mit Willis Jackson ein.
Sein erstes Album als Bandleader brachte er 1960 mit Jimmy Forrest heraus. Im folgenden Jahr gründete er eine eigene Band mit Harold Vick und Joe Dukes, später kam George Benson hinzu. Mit dieser Band spielte er mehrere Alben ein, daneben arbeitete er mit Joe Henderson, Pat Martino, Jimmy Witherspoon, David Newman, Rahsaan Roland Kirk, Sonny Stitt und Gene Ammons und experimentierte auch mit elektronischen Keyboards. Aufgrund gesundheitlicher Probleme konzentrierte er sich ab Ende der 1980er Jahre auf die Studioarbeit.

## Diskografie
- 1960: Tough ’Duff mit Jimmy Forrest, Lem Winchester, Bill Elliot
- 1961: Brother Jack (Legends of Acid Jazz) mit Grant Green, Bill Jennings, Joe Dukes, Harold Vick, Alvin Johnson
- 1961: The Honeydripper mit Jimmy Forrest, Grant Green, Ben Dixon
- 1961: Funk underneath mit Roland Kirk, Joe Benjamin, Arthur Taylor
- 1962: Brother Jack Meets the Boss mit Gene Ammons, Joe Dukes, Eddie Diehl, Harold Vick
- 1962: Screamin’ mit Leo Wright, Joe Dukes, Kenny Burrell
- 1963: Crash mit Ray Barretto, Joe Dukes, Kenny Burrell, Eric Dixon, Harold Vick
- 1964: Silken Soul mit George Benson, Larry Gales, Red Holloway, Pat Martino, Harold Ousley, Joe Dukes, Montego Joe
- 1964: Legends of Acid Jazz mit George Benson, Red Holloway, Joe Dukes, Benny Golson
- 1965: Hot Barbeque mit George Benson, Red Holloway, Joe Dukes
- 1966: Tobacco Road mit Red Holloway, Joe Dukes, J. J. Jackson, Frederick Berry, Bobby Christian, Roland Faulkner, King Kolax, Johnny Guitar Watson, Danny Turner, Lonnie Simmons
- 1968: The Natural Thing mit Phil Upchurch
- 1969: Moon Rappin’ mit Joe Dukes, Jean DuShon, Jerry Bird, Bill Phillips
- 1969: Down Home Style mit Charlie Freeman, Jay Arnold, Sammy Greason
- 1970: To Seek a New Home mit Jimmy Witherspoon, Dick Morrissey, Terry Smith – Blue Note
- 1970: Who Knows What Tomorrow's Gonna Bring? mit Joe Beck, Ray Draper, Olu Dara, Randy Brecker, Dick Griffin, Paul Griffin, Tony Levin, Mike Mainieri, Donald McDonald, Jon Pierson
- 1988: The Re-Entry mit John Hart, Houston Person, Cecil Bridgewater, Grady Tate, Ron Bridgewater
- 1989: Another Real Good’un mit Cecil Brooks III, John Hart, Houston Person, Cecil Bridgewater, Randy Johnston, Ron Bridgewater, Buddy Williams
- 1991: Color Me Blue mit George Benson, Ron Eschete, Red Holloway, Phil Upchurch, Joe Dukes, Kevin Axt, Denise Perrier
- 1994: Brother Jack McDuff Live! mit George Benson, Red Holloway, Joe Dukes, Harold Vick
- 1994: The Heatin’ System mit John Hart, Andrew Beals, Larry Grenadier, Dick Oatts, Rudy Petschauer, Jerry Weldon
- 1996: That’s the Way I Feel About It mit John Hart, Andrew Beals, Rudy Petschauer, Chris Potter, Kip Reed, Jerry Weldon
- 1999: Bringin’ It Home mit Red Holloway, Mark Whitfield, Grady Tate, Andrew Beals, Frank Gravis, Rudy Petschauer, Jerry Weldon
- 2001: Brotherly Love mit Red Holloway, Pat Martino, Grady Tate, Andrew Beals, Joey DeFrancesco, Frank Gravis, Rudy Petschauer, Jerry Weldon
- 2002: The Last Goodun’ mit Gene Ammons, George Benson, Larry Gales, Red Holloway, Bill Jennings, Bobby Donaldson, Charles Davis, Joe Dukes, Montego Joe, Buster Cooper, Eddie Diehl, Wendell Marshall, Harold Vick, Danny Turner

### Nachrufe
- Nachruf in The Guardian
- Nachruf in The Telegraph

### Musikbeispiele
- Jack McDuff: Hot Barbeque auf YouTube
- Brother Jack McDuff: Oblighetto auf YouTube
- Brother Jack McDuff: Snap Back Jack auf YouTube